# Analogia do fator J de Chilton e Colburn
Analogia do fator J de Chilton e Colburn, ou mais simplesmente analogia de Chilton-Colburn, é uma bem sucedida e largamente usada analogia para as transferências de calor, momento e massa. Os mecanismos básicos e matemáticos de transporte de calor, massa e momento são essencialmente os mesmos. Entre muitas analogias (como a analogia de Reynolds, a analogia de Prandtl-Taylor), desenvolvidas para relacionar diretamente coeficientes de transferência de calor, coeficientes de transferência de massa e fatores de atrito a analogia do fator J de Chilton e Colburn provou ser a mais precisa.
É escrita como segue,
{\displaystyle {\frac {f}{2}}=J_{H}={\frac {h}{c_{p}\cdot G}}\cdot {Pr}^{\frac {2}{3}}=J_{D}={\frac {k'_{c}}{\overline {v}}}\cdot {Sc}^{\frac {2}{3}}}
Esta equação permite a predição de um coeficiente de transferência desconhecido quando um dos outros coeficientes é conhecido. A analogia é válida para um fluxo turbulento plenamente desenvolvido em condutos elétricos com Re > 10000, 0,7 < Pr < 160, e tubos onde L/d > 60 (as mesmas restrições que a correlação de Sieder-Tate).
Uma mais ampla faixa de dados podem ser correlacionados pela analogia de Friend-Metzner, a qual é válidada quando Re > 10000, 0.5 < Pr < 600, 0.5 < Sc < 3000.